# Arrade samoënsis
Arrade samoënsis är en fjärilsart som beskrevs av Willie Horace Thomas Tams 1935. Arrade samoënsis ingår i släktet Arrade och familjen nattflyn. Inga underarter finns listade i Catalogue of Life.